# فرانسيس كريسس
فرانسيس كريسس (بالإنجليزية: Francis Criss)‏ (و. 1901 – 1973 م) هو رسام من الولايات المتحدة الأمريكية . ولد في لندن .
توفي في مدينة نيويورك .

## التعليم
تعلم في Art Students League of New York.

## جوائز وترشيحات
حصل على جوائز منها:
- زمالة غوغنهايم.